# Delta Holding (Serbie)
Pour les articles homonymes, voir Delta Holding.

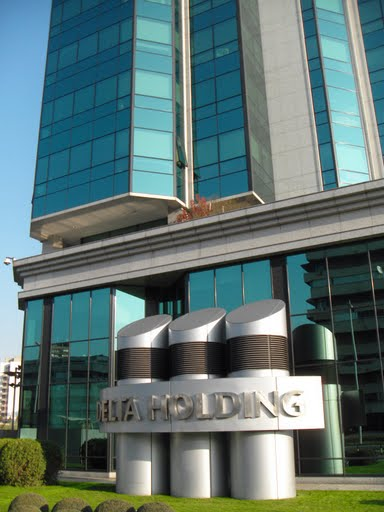
Le siège de Delta Holding à Novi Beograd

Delta Holding (en serbe cyrillique : Делта холдинг) est une holding serbe qui a son siège social à Belgrade, la capitale de la Serbie. Elle opère dans les secteurs de l'agroalimentaire, de la distribution et des services.

## Divisions et filiales
L'entreprise est constituée de cinq divisions :
- Delta Agrar Group

Delta Agrar Group, la plus importante division de Delta Holding, travaille dans l'agroalimentaire, dans les domaines de la production, de la transformation, de la distribution et du marketing.
La division opère à travers 5 filiales : Delta Agrar, Danubius, Aqua Gala, FloridaBell et Yuhor.
En 2011, Delta Holding a vendu sa chaîne de supermarchés Maxi au Delhaize Group pour la somme de 932.5 millions d'euros.
- Delta Real Estate Group

Delta Real Estate Group développement des projets dans le secteur de l'immobilier ; on lui doit des centres commerciaux, des hôtels et immeubles résidentiels,.
Parmi ses réalisations figure le centre commercial Delta City qui a ouvert ses portes en 2007 à Belgrade ; le centre s'étend sur 85 000 m2 et compte plus de 130 magasins,. Un second Delta City a ouvert ses portes en 2008 à Podgorica, au Monténégro,. On lui doit aussi le projet immobilier de Belville à Novi Beograd ou l'Hôtel Continental de Belgrade.

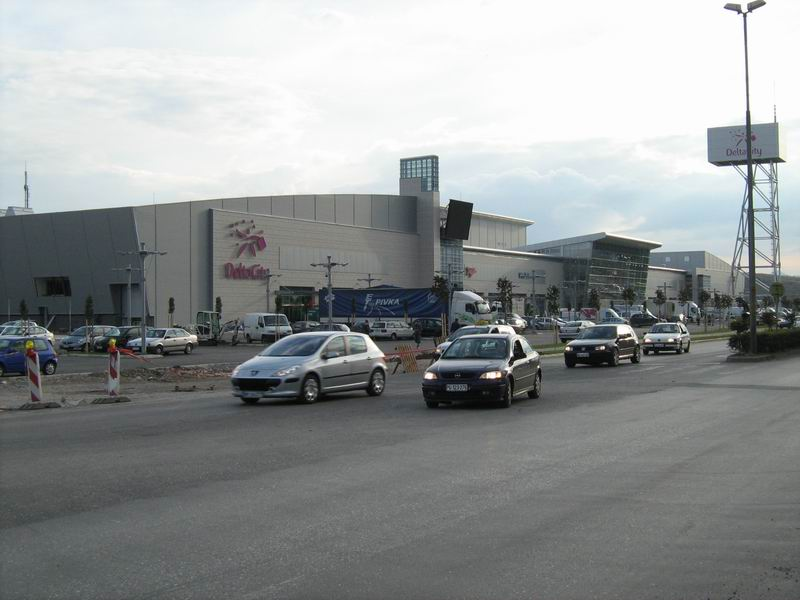
Le centre Delta City de Podgorica
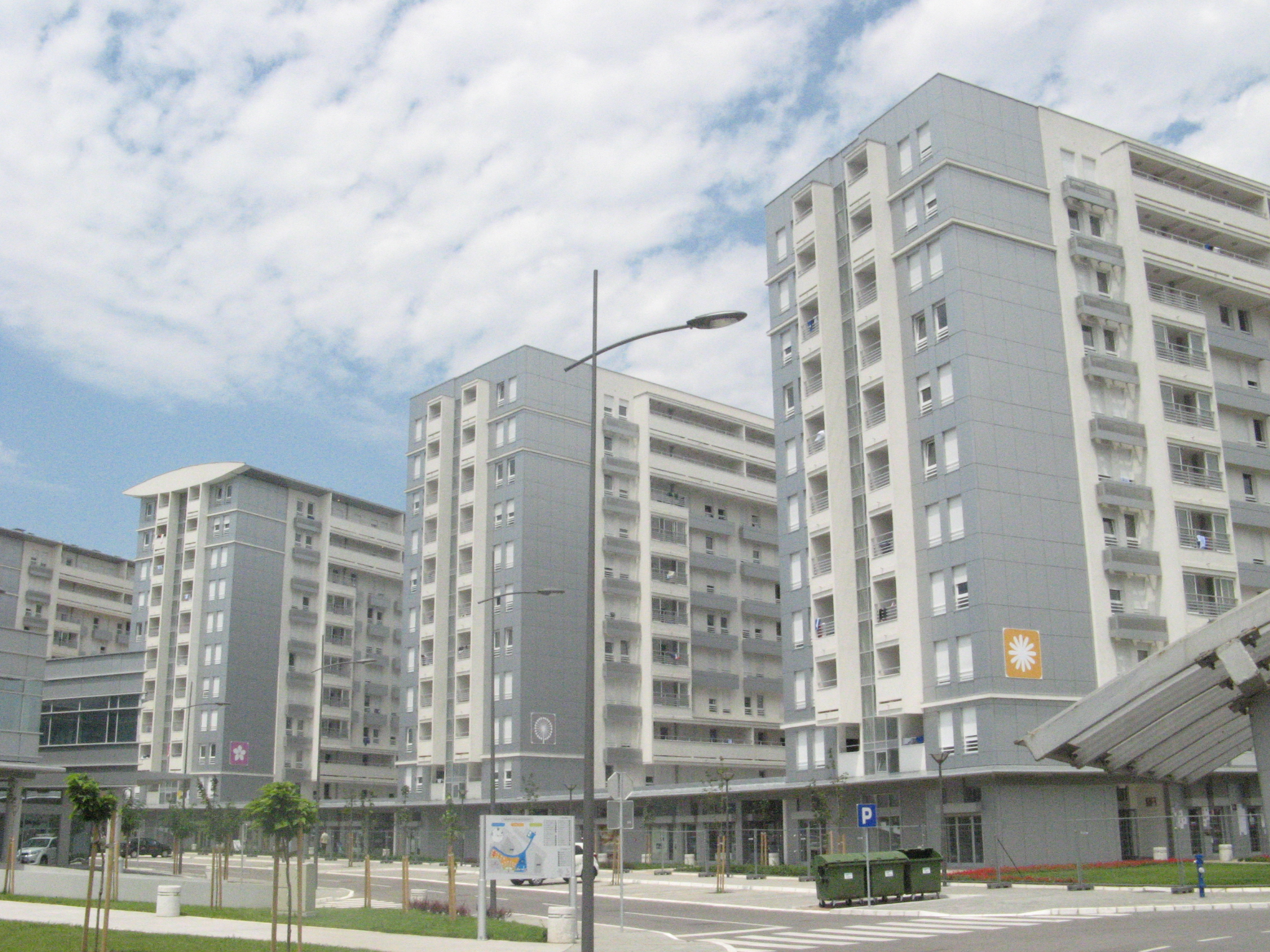
Belville à Novi Beograd
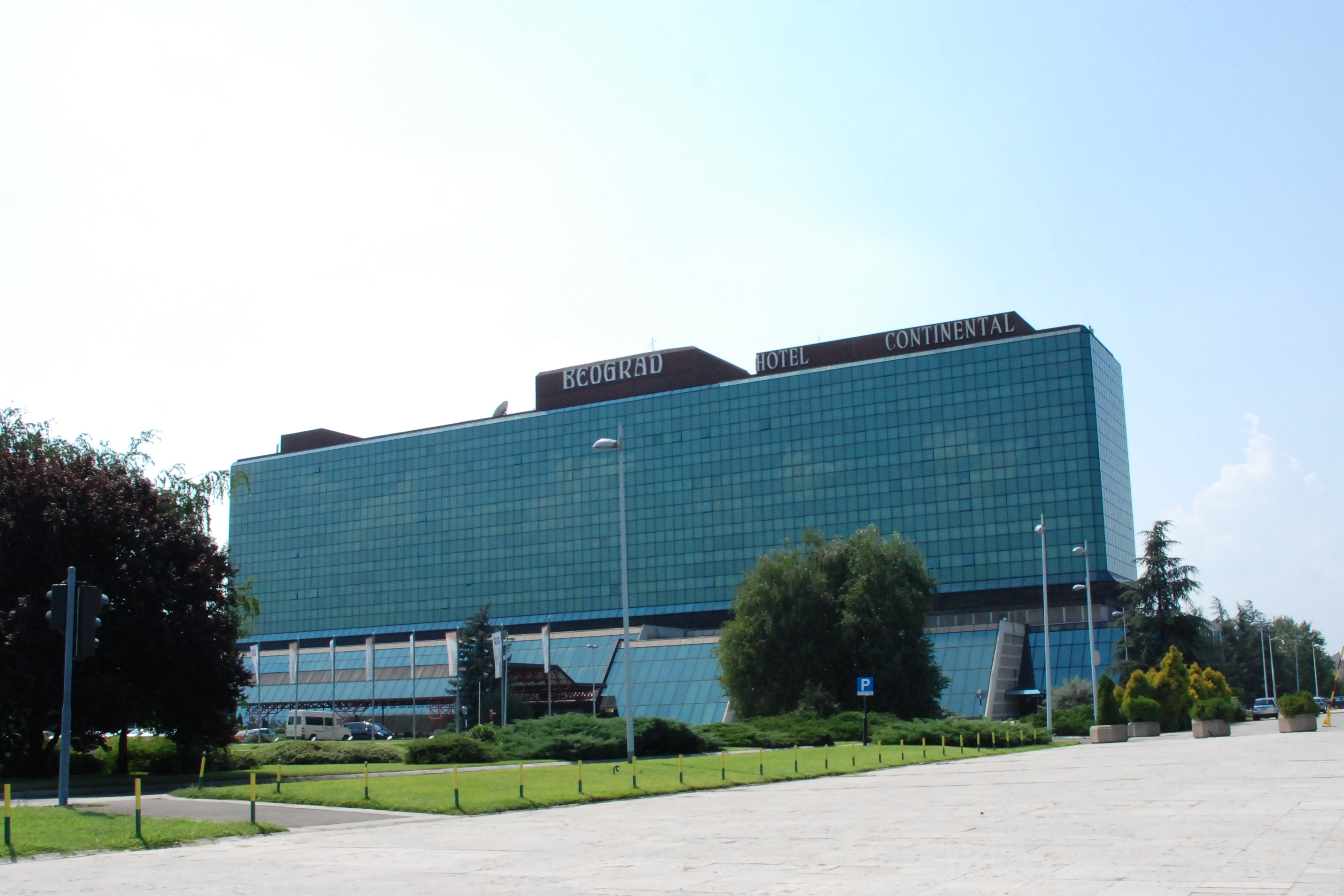
L'Hôtel Continental Belgrade

- Delta Distribution

Delta Distribution importe et distribue les marques de sociétés internationales comme Beiersdorf (Nivea, Hansaplast, Eucerin), Mars, Diageo, SC Johnson, Gala, Ferrero et Buitoni. Elle distribue également les marques d'automobiles Honda, BMW et MINI.
Elle opère à travers ses filiales Delta DMD, Delta Automoto et Delta Motors.
- Delta Sport Group

Delta Sport vend en détail et en gros des articles de sport et des vêtements ; elle distribue en exclusivité les enseignes  Intersport et Nike. Elle a signé des accords de franchise avec les marques Mango, Yamamay, Aldo, Monsoon et Accessorize, Sergent Major et New Look.
À travers sa filiale HoReCa, elle gère la chaîne Costa Coffee en Serbie.
- Delta Generali

Delta Generali offre les services d'une compagnie d'assurances. Elle opère à travers 3 filiales : Delta Generali Insurance, Delta Generali Pension Fund et Delta Generali RE.